# World’s End Harem
World’s End Harem (japanisch 終末のハーレム Shūmatsu no Hāremu) ist eine von 2016 bis 2023 erschienene Manga-Reihe des Mangakas LINK, die in die Gattungen Erotik-Suspense, Harem und Science-Fiction eingeordnet werden kann. Die Reihe erschien im Magazin Shōnen Jump+ des Verlages Shūeisha und brachte insgesamt 18 Bände im Tankōbon-Format hervor.
Die Handlung der Manga-Reihe spielt im Jahr 2045 in der die menschliche Zivilisation durch ein unbekanntes Virus, das ausschließlich Männer befällt und tötet, in Gefahr gerät.
Die Serie erhielt im Juni 2020 einen Ableger als Web-Manga. Auch wurde die Produktion einer Anime-Fernsehserie bekannt gegeben.

## Handlung
Reito Mizuhara, der an einer seltenen Erkrankung leidet, wird im Jahr 2040 eingefroren, während er auf die Entwicklung eines lebensrettenden Impfstoffes wartet. Fünf Jahre später wird Reito aus dem Zustand erweckt und muss feststellen, dass die männliche Weltbevölkerung während seines fünfjährigen Schlafes durch ein Virus, welches ausschließlich Männer befällt, umgekommen ist. Neben Reito überlebte ca. eine Million Männer, die wie Reito selbst eingefroren wurden, bevor sie vom Virus befallen wurden.
Wundersamerweise ist Reito einer von fünf Männern in Japan, die gegen das Virus immun sind, weswegen er gezwungen wird, an einem Programm zur Neubevölkerung der Welt teilzunehmen, um das Überleben der Menschheit zu sichern. Reito beginnt, Nachforschungen zu dem Virus und dem mysteriösen Verschwinden seiner Freundin Elisa anzustellen.

## Charaktere
Reito Mizuhara (水原怜人, Mizuhara Reito)
Reito ist der Protagonist der Mangareihe. Ein ehemaliger Schüler der National Advanced Medical School. Er leidet an einer seltenen Erkrankung und lässt sich für mehrere Jahre einfrieren in der Hoffnung, das in der Zwischenzeit ein Wirkstoff zur Heilung dieser Krankheit entwickelt werden kann. Fünf Jahre später wird er aus dem Kälteschlaf geholt und aufgeklärt, dass in der Zwischenzeit fast die komplette männliche Weltbevölkerung von einem tödlichen Virus dahingerafft wurde. Er soll, gemeinsam mit vier anderen Überlebenden, die immun gegen das Virus sind, das Fortbestehen der Menschheit sichern. Da er vor seinem Kälteschlaf seiner Kindheitsfreundin seine Gefühle offenbart hat, weigert er sich den Plan auszuführen, verspricht jedoch ein Heilmittel gegen das „Male Killer Virus“ zu entwickeln.
Mira Suō (周防美来, Suō Mira)
Mira ist ein Klon von Reitos Kindheitsfreundin Elisa Tachibana, die geschaffen wurde, um mit Reito das Fortbestehen der Menschheit zu sichern.
Akane Ryūzōji (龍造寺朱音, Ryūzōji Akane)
Akane ist eine Krankenschwester, die Reito zugeteilt wurde. Sie ist äußerst selbstbewusst und scheut sich nicht, ihren Körper zur Schau zu stellen.
Sui Yamada (山田翠, Yamada Sui)
Sui ist Reitos zugewiesene Leibwächterin, die ein spezielles Training absolviert. Sie kann in einen Modus wechseln, in dem sie stark genug ist, um sogar einen Bären in Schach zu halten.
Rea Katagiri (片桐麗亜, Katagiri Reia)
Rea ist Reitos zugeteilte Sekretärin. Sie ist eine Frau von durchschnittlicher Statur. Sie verachtet Männer und fühlt sich sexuell zu Frauen hingezogen, besonders zu Mira.
Maria Kuroda (黒田マリア, Kuroda Maria)
Maria ist eine Virologin und wie Rea eine Sekretärin Reitos.
Mahiru Mizuhara (水原まひる, Mizuhara Mahiru)
Mahiru ist Reitos jüngere Schwester.
Kyōji Hino (火野恭司, Hino Kyōji)
Kyōji ist die erste Person, die kurz nach dem Ausbruch des Male-Killer-Viruses aus dem Kälteschlaf erweckt wurde. Nachdem er sich der Lage, in der er sich befand, bewusst wird, fühlt er sich wie im Paradies. Er kümmert sich fürsorglich um seine zugeteilten Partnerinnen.
Neneko Isurugi (石動寧々子, Isurugi Neneko)
Neneko ist Kyōjis zugewiesene Sekretärin, die diesen über den Zustand der Welt während seines Kälteschlafs informiert.
Rena Kitayama (北山玲奈, Kitayama Rena)
Rena ist eine Schauspielerin, die vor Beginn der Handlung in dem Film The Uniform's Tears mitwirkte.
Shōta Doi (土井翔太, Doi Shōta)
Shōta ist der dritte Protagonist, welcher aus dem Kälteschlaf geweckt wurde. Er war Schüler im dritten Lehrjahr an der privaten Keimon West High School. Er hat eine durchschnittliche Körperstatur und zauseliges, graues Haar.
Karen Kamiya (神谷花蓮, Kamiya Karen)
Karen ist Shōtas zugewiesene Sekretärin. Sie ist von kleiner Statur mit blondem Haar. Sie begrüßte Shōta, nachdem er aus dem Kälteschlaf geholt wurde.
Yuzuki Hanyū (羽生柚希, Hanyū Yuzuki)
Yuzuki ist Shōtas ehemalige Klassenlehrerin und die frühere Beraterin der Schulband.
Shunka Hiiragi (柊春歌, Hiiragi Shunka)
Shunka ist eine Mitschülerin Shōtas an der privaten Keimon West High School. Sie kennt sich gut mit Anime aus und deren Synchronsprechern aus. Wenn sie in Gesprächen über Themen spricht, die sie mag kennt sie keine Grenzen, sodass sie ihre Umgebung vergisst. Sie ist um ihre Oberweite besorgt.
Natsu Ichijō (一条奈都, Ichijō Natsu)
Natsu ist die Tochter der wohlhabenden Ichijō-Familie und eine Schülerin an der privaten Keimon West Hight School. Sie hat einen fröhlichen und ruhigen aber keinen selbstständigen Charakter, was sich darin zeigt, dass sie ständig auf die Hilfe von ihren Freunden angewiesen ist. Sie kann auch besitzergreifend sein, da sie von ihren Eltern verwöhnt wurde.
Akira Tōdō (東堂晶, Tōdō Akira)
Akira ist eine Schülerin an der privaten Keimon West High School. Sie ist sportlich und scheut vor keiner Herausforderung. Sie hat Schwierigkeiten, Gefühle richtig auszudrücken. Trotzdem ist Akira eine sehr fürsorgliche Person, weswegen sie beliebt sind.
Chifuyu Rehn Kuroda (黒田・レイン・ちふゆ, Kuroda Rein Chifuyu)
Chifuyu ist Maria Kurodas jüngere Schwester und eine sehr intelligente Schülerin, die das dritte Jahr an der privaten Keimon West High School besucht. Sie ist sehr selbstbewusst und mischt sich oftmals in die Angelegenheiten anderer ein.

## Veröffentlichung
World’s End Harem startete am 8. Mai 2016 und erschien erstmals im Online-Mangamazin Shōnen Jump+. Im Mai 2020 wurde berichtet, dass der erste Handlungsstrang der Mangareihe seinen Höhepunkt erreicht habe. Der erste Teil endete mit Veröffentlichung des 85. Kapitels am 21. Juni 2020. Der Start des zweiten Handlungsabschnittes begann mit der Herausgabe des dreizehnten Mangabandes im Mai 2021 und trägt den Titel World’s End Harem: After World. Die Veröffentlichung wurde am 7. Mai 2023 abgeschlossen.
Der Verlag Shūeisha veröffentlichte den Manga in physischer Form im Tankōbon-Format. Der erste Band erschien am 2. September 2016. Bis August 2020 wurden zwölf Bände veröffentlicht. Seven Seas Entertainment sicherte sich die Rechte an einer englischsprachigen Umsetzung der Manga-Reihe. Diese erscheint über dem Seven Seas zugehörigen Label Ghost Ship für eine erwachsene Leserschaft.

## Medien
World’s End Harem erhielt bisher zwei Ableger: Der erste heißt World’s End Harem: Fantasia und erscheint seit April 2018. Die Reihe ist in den Gattungen Harem, Dark Fantasy und Sword and Sorcery einzuordnen. Die Zeichnungen stammen aus der Hand von SAVAN. Der zweite Ableger trägt den Titel World’s End Harem: Britannia Lumiere und startete am 26. Juni 2020. Die Zeichnungen werden von Kira Etō angefertigt. Britannia Lumiére pausiert seit Ende 2020 aufgrund des Gesundheitszustandes Itōs.
Am 12. Mai 2020 wurde die Produktion einer Anime-Fernsehserie angekündigt. Regie führt Yū Nobuta. Der Anime entsteht in den Studios Gokumi und AXsiZ. Im August 2021 wurde der Start der Serie für Oktober gleichen Jahres angekündigt, am geplanten Tag der Ausstrahlung wurde jedoch über die offizielle Webseite bekannt gegeben, dass die Ausstrahlung sich auf Januar 2022 verschieben wird. Einzig die erste Episode soll wie geplant am 8. Oktober im japanischen Fernsehen zu sehen sein.

## Erfolg
Im November 2018 erreichten die ersten sieben Bände der Mangareihe eine Auflage von drei Millionen Einheiten, die alleine in Japan in Umlauf sind.